# Campeonato Europeo de Ciclismo BMX de 2016
El XXI Campeonato Europeo de Ciclismo BMX se celebró en Verona (Italia) entre el 8 y el 10 de julio de 2016 bajo la organización de la Unión Europea de Ciclismo (UEC) y la Federación Italiana de Ciclismo.
Las competiciones se realizaron en la Arena Olímpica de BMX de la ciudad italiana.

## Resultados

### Masculino
| Evento               | Oro                                    | Plata                       | Bronce                      |
| -------------------- | -------------------------------------- | --------------------------- | --------------------------- |
| Carrera (10.07)      | Raymon van der Biezen · Países Bajos · | David Graf · Suiza ·        | Sylvain André Francia       |
| Contrarreloj (08.07) | Romain Mahieu Francia 35,969           | Damien Godet Francia 36,501 | David Graf · Suiza · 36,650 |

### Femenino
| Evento               | Oro                                    | Plata                               | Bronce                                |
| -------------------- | -------------------------------------- | ----------------------------------- | ------------------------------------- |
| Carrera (10.07)      | Sarah Sailer · Alemania ·              | Marine Lacoste Francia              | Sandra Aleksejeva Letonia             |
| Contrarreloj (08.07) | Merel Smulders · Países Bajos · 37,660 | Bethany Shriever Reino Unido 38,572 | Yaroslava Bondarenko · Rusia · 38,589 |

## Medallero
| Núm. | País         | Oro | Plata | Bronce | Total |
| ---- | ------------ | --- | ----- | ------ | ----- |
| 1    | Países Bajos | 2   | 0     | 0      | 2     |
| 2    | Francia      | 1   | 2     | 1      | 4     |
| 3    | Alemania     | 1   | 0     | 0      | 1     |
| 4    | Suiza        | 0   | 1     | 1      | 2     |
| 5    | Reino Unido  | 0   | 1     | 0      | 1     |
| 6    | Letonia      | 0   | 0     | 1      | 1     |
| 6    | Rusia        | 0   | 0     | 1      | 1     |
|      | TOTAL        | 4   | 4     | 4      | 12    |